# Molophilus coronarius
Molophilus coronarius là một loài ruồi trong họ Limoniidae. Chúng phân bố ở miền Australasia.